# Elektrostatische luidspreker

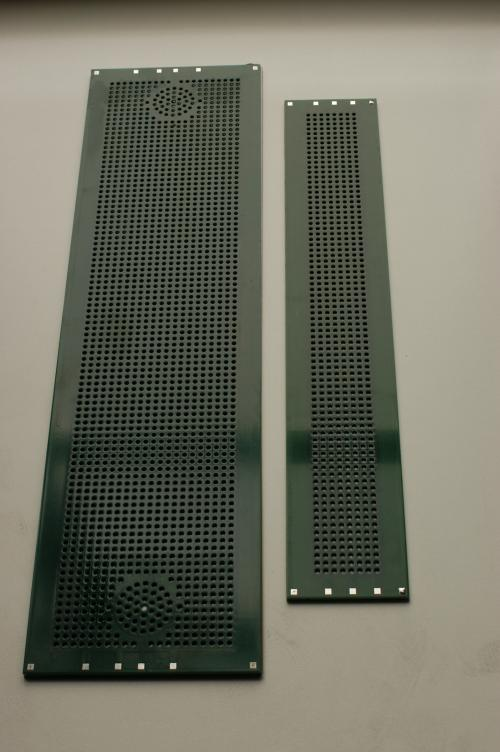
Twee- en driewegplaatstator-elementen van Solosound

Een elektrostatische luidspreker, of kortweg elektrostaat, is een luidspreker waarvan het principe is gebaseerd op de elektrostatische kracht.
Volgens de wet van Coulomb oefenen twee geladen lichamen op elkaar een kracht F uit die evenredig is met de grootte Q1 respectievelijk Q2 van de ladingen en omgekeerd evenredig met de afstand d tussen de lichamen en afhankelijk van de middenstof waarin die ladingen zich bevinden.
In formule:
{\displaystyle F={\frac {Q_{1}Q_{2}}{4\pi \varepsilon _{0}d^{2}}}}
In het luchtledige en in lucht is {\displaystyle \;\varepsilon _{0}} gelijk aan 8,85 pF/m (p=pico=10−12).
Op basis van dit principe kan een luidspreker worden gemaakt in de vorm van een vlakke condensator met een oppervlakte A. Een van de platen, de stator, is vast en de andere plaat is een beweegbare, enigszins geleidende folie. Tussen de platen wordt een spanning V gezet die evenredig varieert met het weer te geven geluidssignaal. Omdat de capaciteit van de condensator omgekeerd evenredig is met de afstand tussen de platen, is de kracht F:
{\displaystyle F={\frac {\varepsilon _{0}AV^{2}}{2d^{2}}}}
In de praktijk blijkt deze uitvoering sterk te vervormen omdat de afstand d tussen de platen varieert zodra de folie in beweging komt. Daarom plaatst men de beweegbare folie tussen twee stators.

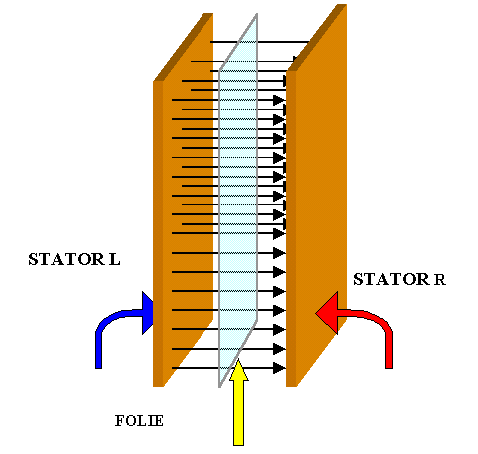
Werking van een elektrostatische luidspreker

Tussen de folie en de stators wordt een vaste hoogspanning aangesloten, zodat de folie een vaste lading krijgt. Tussen de stators onderling wordt een spanning aangelegd die evenredig is met het geluidsignaal. In deze configuratie worden de vervormende effecten opgeheven en is de kracht op de folie exact evenredig met de variërende lading op de stators en de vaste lading op de folie. Om deze balans verder niet te verstoren, dient de akoestische belasting aan de voor- en achterkant hetzelfde te zijn, en is het een ideale dipoolluidspreker.
Om de mechanische vervorming tot een minimum te beperken en de effectiviteit te maximaliseren wordt een zeer dunne folie toegepast, met een dikte in de grootteorde van 4 tot 12  micrometer.
De hoogspanning op de folie varieert tussen 1000 en soms meer dan 6000V.
Om de folie van hoogspanning te voorzien moet die geleidend zijn. Daarvoor wordt wel gemetalliseerde folie gebruikt, maar in de praktijk geeft een zwak geleidende folie betere resultaten. Daarvoor wordt de folie voorzien van een dunne coating van koolstof. Er zijn zelfs hobbyisten die de folie coaten met behangplaksel.
Het voordeel van de elektrostaat is de geringe vervorming. Een nadeel is het lage rendement en de geringe maximale uitwijking, met als gevolg een slechte basweergave en de noodzaak van een tamelijk groot oppervlak om een redelijke geluidssterkte te produceren. Elektrostaten zijn daardoor nogal groot. Een fullrange elektrostaat heeft meestal een oppervlakte in de grootteorde van een halve vierkante meter (zie ook frequentierespons).

## Commerciële elektrostatische luidsprekers
Arthur Janszen patenteerde in 1953 zijn eerste elektrostatische luidspreker onder nummer 2.631.196. Later volgde Peter Walker met de inmiddels bekende systemen van Quad, die al geproduceerd worden vanaf 1957. Andere producenten van elektrostatische luidsprekers zijn Martin Logan en Soundlab (Verenigde Staten); Audiostatic, Blanko.nu actieve elektrostaten, FINAL (actieve en passieve elektrostatische luidsprekers sinds 1991), Solosound en Metrum Acoustics (Nederland). Andere merken zijn Immersion (Australië), King's Audio (Hongkong), Acoustat (sinds 2002, China) en Silberstatic (Duitsland).